# Ludovit Reis
Ludovit Reis, né le 1er juin 2000 à Haarlem aux Pays-Bas, est un footballeur néerlandais d'origine slovaque qui joue au poste de milieu central au Club Bruges KV.

## Biographie

### FC Groningue
Né à Haarlem aux Pays-Bas de parents slovaques, Ludovit Reis est formé au FC Groningue, club qui lui donne sa chance en professionnel le 21 septembre 2017, lors d'un match de KNVB Beker face au modeste club de l'USV Hercules (en), où Groningue s'impose (2-4). Il fait ses débuts en Eredivisie le 15 octobre 2017, face à l'AZ Alkmaar (1-1). Le 29 octobre de la même année, il fête sa première titularisation en championnat en marquant son premier but dans l'élite ; toutefois son équipe s'incline face au Sparta Rotterdam (2-1).

### FC Barcelone B
Le 23 mai 2019, il rejoint le FC Barcelone B pour un montant de 3,25 M€. Sa clause de départ est fixée à 100 M€.

### VfL Osnabrück
Le 3 octobre 2020, Ludovit Reis est prêté pour une saison au VfL Osnabrück. Il joue son premier match avec cette équipe le 25 octobre 2020 face au 1. FC Heidenheim 1846, en championnat. Il est titularisé et les deux équipes se neutralisent (1-1).

### Hambourg SV
Le 28 juin 2021, Ludovit Reis quitte définitivement le FC Barcelone B pour s'engager en faveur du Hambourg SV. Il signe un contrat courant jusqu'en juin 2025,.
Reis marque son premier but pour Hambourg le 1er août 2021 face au SG Dynamo Dresde, en championnat. Titulaire, il ouvre le score au bout de cinq minutes de jeu mais les deux équipes se neutralisent (1-1 score final).

### Club Bruges KV
Ludovit Reis quitte Hambourg pour rejoindre les Blauw en Zwart lors du mercato estival 2025, son transfert s'élève à 6 millions d'euros.

## Vie personnelle
Ludovit Reis est né à Haarlem aux Pays-Bas, de parents slovaques. Il déclare en 2018 que son rêve est de jouer pour les Pays-Bas et le Liverpool FC.

## Statistiques

### Statistiques en club
| Saison                | Club                  | Championnat           | Championnat | Championnat | Coupe(s) nationale(s) | Coupe(s) nationale(s) | Compétition(s) continentale(s) | Compétition(s) continentale(s) | Compétition(s) continentale(s) | Autre(s) compétition(s) | Autre(s) compétition(s) | Barrages | Barrages | Total | Total |
| Saison                | Club                  | Division              | M.          | B.          | M.                    | B.                    | Comp.                          | M.                             | B.                             | M.                      | B.                      | M.       | B.       | M.    | B.    |
| 2017-2018             | FC Groningue          | Eredivisie            | 16          | 1           | 2                     | 0                     | -                              | -                              | -                              | -                       | -                       | -        | -        | 18    | 1     |
| 2018-2019             | FC Groningue          | Eredivisie            | 29          | 1           | 1                     | 0                     | -                              | -                              | -                              | 2                       | 0                       | -        | -        | 32    | 1     |
| Sous-total            | Sous-total            | Sous-total            | 45          | 2           | 3                     | 0                     | -                              | 0                              | 0                              | 2                       | 0                       | -        | -        | 50    | 2     |
| 2019-2020             | FC Barcelone B        | Segunda División B    | 22          | 0           | -                     | -                     | -                              | -                              | -                              | 3                       | 0                       | -        | -        | 25    | 0     |
| Sous-total            | Sous-total            | Sous-total            | 22          | 0           | 0                     | 0                     | -                              | 0                              | 0                              | 3                       | 0                       | -        | -        | 25    | 0     |
| 2020-2021             | VfL Osnabrück (prêt)  | 2. Bundesliga         | 27          | 1           | 1                     | 0                     | -                              | -                              | -                              | 2                       | 0                       | -        | -        | 30    | 1     |
| Sous-total            | Sous-total            | Sous-total            | 27          | 1           | 1                     | 0                     | -                              | 0                              | 0                              | 2                       | 0                       | -        | -        | 30    | 1     |
| 2021-2022             | Hambourg SV           | 2. Bundesliga         | 32          | 5           | 5                     | 0                     | -                              | -                              | -                              | -                       | -                       | 2        | 1        | 39    | 6     |
| 2022-2023             | Hambourg SV           | 2. Bundesliga         | 33          | 9           | 2                     | 0                     | -                              | -                              | -                              | -                       | -                       | 2        | 0        | 37    | 9     |
| 2023-2024             | Hambourg SV           | 2. Bundesliga         | 9           | 1           | -                     | -                     | -                              | -                              | -                              | -                       | -                       | 2        | 0        | 11    | 1     |
| Sous-total            | Sous-total            | Sous-total            | 76          | 16          | 7                     | 0                     | -                              | 0                              | 0                              | 0                       | 0                       | 3        | 1        | 86    | 17    |
| Total sur la carrière | Total sur la carrière | Total sur la carrière | 170         | 18          | 11                    | 0                     | -                              | 0                              | 0                              | 7                       | 0                       | 4        | 1        | 192   | 19    |